# Inmigración coreana en el Perú
Los coreanos en el Perú formaron la séptima comunidad más grande de la diáspora coreana en Latinoamérica a partir del 2011, de acuerdo con las estadísticas, según el Ministerio de Relaciones Exteriores de Corea del Sur. Son relativamente pequeños en número comparados con otras comunidades asiáticas en el Perú.

## Historia migracional
Se cree que el primer coreano migrante al Perú ha sido Man Bok Park, quien fue invitado al Perú para entrenar a la selección femenina de voleibol del Perú en 1972. Bajo su tutela, el equipo iría a una variedad de éxitos durante la década de 1980, que culminó con la obtención de la medalla de plata para su país en Seúl 1988.
Sin embargo, pocos compatriotas de Park se unieron a él en el Perú, aún en 1985, sólo había 9 familias coreanas en el país, totalizando 27 individuos. Una gran parte no venía directamente de Corea, pero se habían establecido por primera vez en Bolivia, Paraguay o Chile. La población comenzó a aumentar en 1993, ya que la situación económica y social en el Perú se estabilizó. Durante la década de 1990, 2 o 3 familias coreanas llegaban al Perú cada mes. Sin embargo, después de 1997, su población se redujo casi en un 56% de 1774 a apenas 778 en el 2005, en gran parte debido a la migración al extranjero hacia México y Guatemala en 1998 y 1999; algunos de los que habían llegado desde Chile también regresaron allá.
Para el 2011, la población coreana del Perú se había recuperado ligeramente en 1305. De acuerdo con las estadísticas del gobierno surcoreano, 24 tomaron la nacionalidad peruana, 342 alojados en el Perú como residentes permanente, 30 eran estudiantes internacionales, y los 909 restantes tenían otro tipo de visas.
En mayo del 2020, la comunidad coreana en el país atrajo titulares de los medios luego de donar más de 80 000 soles en equipo de protección personal (EPP) para los profesionales de la salud que se encuentran combatiendo la pandemia por coronavirus en regiones afectadas en el norte y el oriente del país.

## Profesiones
El perfil económico de la comunidad coreana en el Perú es muy variado y ha continuado a variar en los últimos años. En la década de 1980, muchos estaban involucrados en la pesca de calamares. Aproximadamente 900 coreanos residían en el Perú en el 2001 incluidos entre 500 hombres de negocios, 90 representantes del gobierno de Corea del Sur, 48 propietarios de fábricas, 39 trabajadores religiosos, y 25 deportistas. Muchos empresarios están involucrados en la importación de productos procedentes de Corea del Sur, especialmente los autos usados, computadoras y maquinaria de construcción; sin embargo, la mayor parte de los coreanos en el Perú están involucrados con la industria textil.
Aparte de Man Bok Park, otros coreanos han hecho notables contribuciones al deporte en el Perú. Ki Hyung Lee, un campeón mundial de taekwondo en 1973, pasó a trabajar como instructor de artes marciales en la Fuerza Aérea del Perú. Eui Hwang Chung, noveno cinturón negro dan, llegó al Perú en 1979, y desde entonces hasta 1989 entrenó a la Escuela Militar de Chorrillos, a la Escuela de Comandos, a la Escuela Técnica del Ejército y a la Primera Brigada de Fuerzas Especiales. Estos esfuerzos comenzaron la tendencia de la popularización del taekwondo en el Perú, que creció a 30 000 practicantes a partir del 2005.

## Políticas
A pesar del pequeño tamaño de la población coreana, Perú fue el sitio de un precedente importante para la integración política de los inmigrantes coreanos cuando la ciudad de Chanchamayo, Junín, eligieron a Mario Jung (정흥원, también escrito Mario Yung) como su alcalde en el 2011. Por lo tanto, Jung se convirtió en el primer alcalde de ascendencia coreana no sólo en el Perú, sino en toda América del Sur, a pesar de que países vecinos como Brasil tienen grandes poblaciones coreanas y una historia mucho más larga en la migración desde Corea. Jung, ciudadano surcoreano, originalmente se había establecido en Argentina en 1986, antes de venir al Perú en 1996. Fue conocido localmente por su trabajo de caridad con los pobres. La ley peruana exige que el presidente y los miembros del Congreso sean ciudadanos peruanos, pero no impone ningún requisito sobre los políticos de nivel inferior. A la toma de posesión de Jung asistió el consejero surcoreano You Bum Lee en nombre del embajador surcoreano Byung Kil-han.

## Religión
A diferencia de los alrededores, muchos coreanos son evangélicos en vez de católicos. La iglesia coreana del Perú es la Iglesia Evangélica Coreana, aproximadamente 250 fieles. Sin embargo, los coreanos católicos en el Perú también tienen una parroquia dedicada a ellos, la Parroquia San Andrés Kim, llamada así en honor al santo surcoreano Andrés Kim Taegon.

## Peruanos-coreanos destacados
- Man Bok Park (entrenador de voleibol).
- Eui Hwang Chung (entrenador del Ejército del Perú).
- Jumi Lee (disc-jockey).
- Ki Hyung Lee (luchador de taekwondo e instructor de artes marciales).
- Mario Jung / 정흥원 (alcalde de Chanchamayo).
- Danvy Park (Miss Simpatía 2019, Miss Corea del Sur-Perú 2019, presentadora de televisión, bailarina).
- Young Yino (streamer y gamer profesional).
- Gu-Rum Choi (futbolista profesional).